# На подступах к небу
«На по́дступах к не́бу» — дебютный мини-альбом хеви-метал-группы Виконт, выпущенный в 2009 году.

## История
В 2008 году группа выкладывает в сеть 10 демо-треков, записанных в домашней студии. После этого музыканты начинают готовиться к серьёзным записям.
Летом 2008 года группа уезжает в Москву, где в течение 30 дней записала свой первый альбом под названием «На подступах к небу». На нём музыканты представили слушателям 5 перезаписанных песен, из 10 демозаписей выложеных ранее в Интернете. Изюминкой альбома стал бонус-трек «Две грозы», где Сергей Сокол спел дуэтом с вокалистом группы «Ария» — Артуром Беркутом. В 2009 году музыканты подписывают контракт с ведущим российским лейблом CD-Maximum. Релиз дебютного диска группы состоялся 8 мая 2009 года.

## О песнях
В официальном сообществе группы в «В Контакте» авторы песен Сергей Сокол и Светлана Рудоус рассказали о некоторых песнях:
- «Хранитель»

Дело обстоит так: Равновесие мироздания заставляет мага творить зло, для того, чтобы не перевесило добро. И так как жизнь держится на равновесии добра и зла, никто не должен в этом противостоянии победить. И до того как маг влюбился в девушку, он со своей задачей справлялся и не чувствовал угрызений совести по поводу совершаемого. Но после того как влюбился, любовь изменила весь внутренний мир, и теперь ему противно совершать злые поступки. Ему хочется творить добро, но нельзя этого делать, он должен творить зло, иначе равновесие мироздания рухнет и всё, что есть в мироздании, погибнет. Вот в этих душевных терзаниях мага и заключается смысл песни.— Сергей Сокол 
- «Две грозы»

Песня написана по одноимённой повести Марии Семёновой.

Старика и внука в рассказе не было, это моё дополнение. Мужчина оказался свидетелем боя между богами, от столкновения их молний вспыхнул огонь, один из всполохов попал на свечу свидетеля. Прошли годы, мужчина состарился, а свеча до сих пор цела, не гаснет огонь, не сгорает воск, свеча горит долгие годы, и вот постаревший свидетель об увиденном рассказывает внуку.— Сергей Сокол 
- «Крики ворон»

Это старая как мир история про человека, который пытался спасти, но не успел… Да, про вполне конкретного человека. Но вы же его всё равно не знаете. ;) Да, история случилась не в этом мире. Но об этой «фентезийной вселенной» книжек не написано… пока.— Светлана Рудоус 

## Список композиций
| №  | Название                         | Текст песни     | Музыка   | Длительность |
| -- | -------------------------------- | --------------- | -------- | ------------ |
| 1. | «Чужие игры»                     | С. Сокол        | С. Сокол | 4:58         |
| 2. | «Сердце викинга»                 | С. Сокол        | С. Сокол | 7:51         |
| 3. | «Хранитель»                      | С. Сокол        | С. Сокол | 6:13         |
| 4. | «Две грозы»                      | С. Сокол        | С. Сокол | 10:36        |
| 5. | «Крики ворон»                    | Светлана Рудоус | С. Сокол | 7:05         |
| 6. | «Две грозы» (дуэт с А. Беркутом) | С. Сокол        | С. Сокол | 6:19         |

### Участники записи
- Сергей Сокол — вокал
- Артур Беркут — вокал (6)
- Сергей Цаплин — бас-гитара
- Михаил Чернышов — гитара
- Алексей Аликин — гитара
- Виталий Лядов — ударные
- Василина Кичигина — клавишные

### Дополнительная информация
- Звукорежиссёры студии «Gigant Record» — Сергей Науменко и Александр Кондратьев
- Сведение, мастеринг — Дмитрий Борисенков
- Художник — Лео Хао
- Лейбл — CD-Maximum